# 구천초등학교 (경북)
구천초등학교는 대한민국 경상북도 의성군 구천면 유산리에 있는 공립 초등학교이다.

## 학교 연혁
- 1932년 10월 10일 구천공립보통학교(4년제 2학급) 개교
- 1938년 4월 1일 구천공립심상소학교 개편
- 1940년 4월 16일 6년제 6학급 인가
- 1941년 4월 1일 구천공립국민학교 개편
- 1950년 10월 31일 구천국민학교 개편
- 1981년 3월 5일 병설유치원 개원(1학급 인가)
- 1982년 12월 10일 안계중학교 구천분교 병설 설립 인가
- 1983년 3월 1일 안계중학교 구천분교장 개교
- 1987년 3월 1일 선산군 송도국민학교 청산분교 편입
- 1994년 9월 1일 용호국민학교 분교장 격하 편입
- 1995년 3월 1일 청산분교장 폐교 및 본교 통폐합
- 1996년 3월 1일 구천초등학교 개편
- 1997년 2월 28일 위성초등학교 폐교 및 본교 통폐합
- 1999년 9월 1일 용호분교장 폐교 및 본교 통폐합
- 2003년 3월 1일 안계중학교 구천분교장 폐교 및 안계중학교 통폐합
- 2014년 2월 13일 제78회 졸업(10명) 총 5411명
- 2014년 3월 1일 제24대 우영식 교장 취임

## 참고 자료
- 구천초등학교 - 한국교육학술정보원 학교알리미